# Adrapsa angulilinea
Adrapsa angulilinea là một loài bướm đêm trong họ Noctuidae.